# NXT No Mercy (2023)
NXT: No Mercy (2023) foi o 14º evento de transmissão ao vivo de luta profissional No Mercy produzido pela WWE. Foi realizado principalmente para lutadores da divisão de marca NXT da promoção. Aconteceu no sábado, 30 de setembro de 2023,  no Mechanics Bank Arena em Bakersfield, Califórnia. Este foi o primeiro No Mercy realizado desde 2017, o primeiro a ser transmitido ao vivo no Peacock, o primeiro a ser realizado em um sábado e o primeiro a não estar disponível no tradicional pay-per-view.
Este foi o primeiro evento de transmissão ao vivo da WWE em que a empresa não pertencia e não era controlada pela família McMahon depois que a WWE foi vendida para a Endeavor. A venda foi finalizada em 12 de setembro de 2023, com a fusão da WWE e do Ultimate Fighting Championship para se tornarem divisões de uma nova entidade chamada TKO Group Holdings, marcando posteriormente o primeiro evento de transmissão ao vivo da WWE sob TKO.
Sete partidas foram disputadas no evento, incluindo uma no pré-show. No evento principal, Becky Lynch derrotou Tiffany Stratton em uma luta Extreme Rules para reter o Campeonato Feminino do NXT. Em outra partida de destaque, Ilja Dragunov derrotou Carmelo Hayes para vencer o Campeonato do NXT.

## Produção

### Introdução

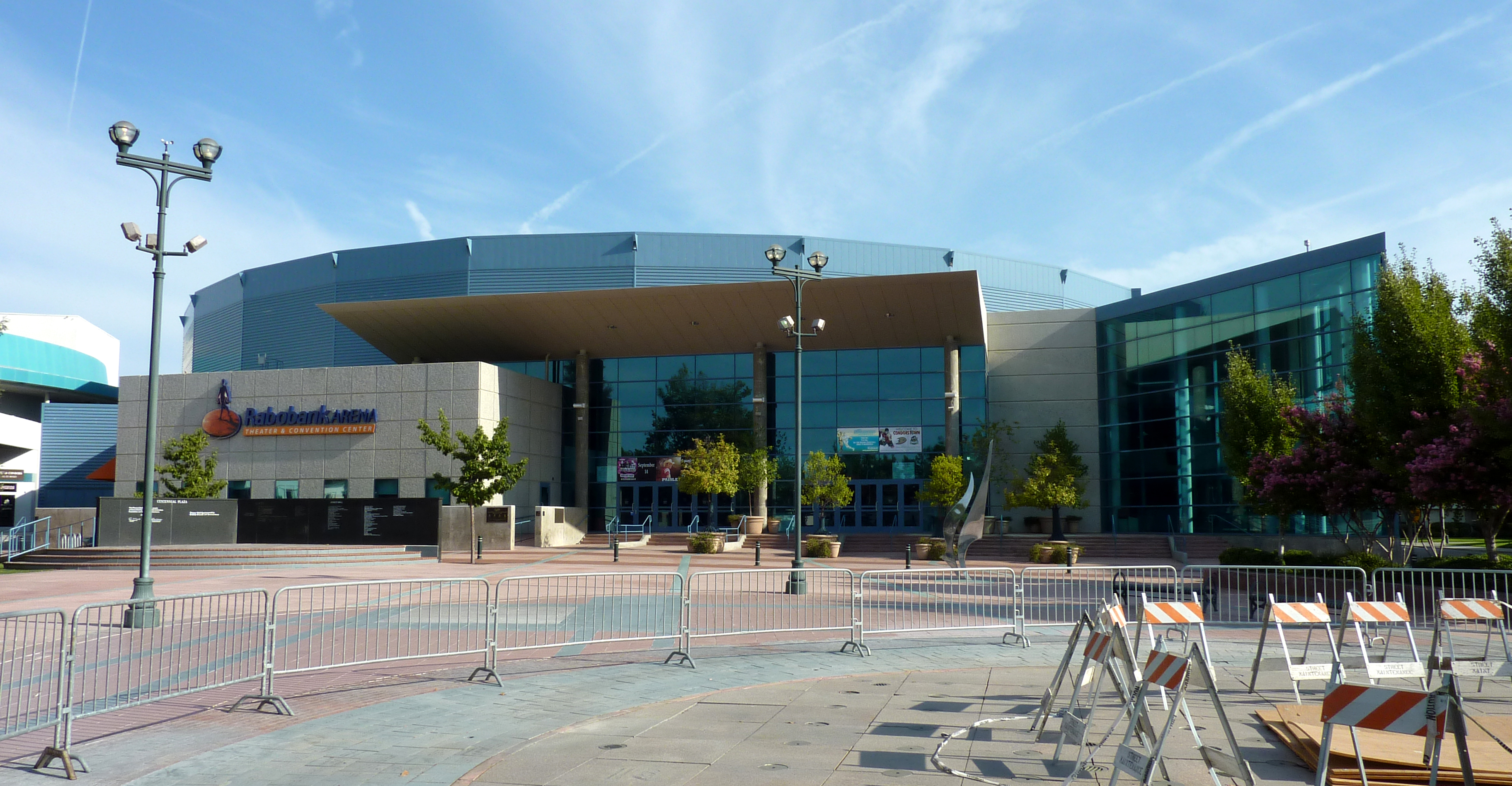
O evento foi realizado no Mechanics Bank Arena em Bakersfield, Califórnia.

No Mercy foi realizado pela primeira vez pela promoção americana de luta profissional WWE como um pay-per-view (PPV) exclusivo do Reino Unido em maio de 1999. Um segundo No Mercy foi realizado no mesmo ano em outubro, mas nos Estados Unidos, que estabeleceu o No Mercy como o PPV anual de outubro para a promoção até 2008. No Mercy foi descontinuado em 2009, mas foi reinstaurado em outubro de 2016 após a reintrodução da extensão da marca, que trouxe de volta PPVs exclusivos da marca. Após a WrestleMania 34 em abril de 2018, no entanto, No Mercy foi descontinuado quando a WWE encerrou os PPVs exclusivos da marca, resultando na redução dos PPVs anuais produzidos.
Em 27 de julho de 2023, a WWE anunciou o retorno de No Mercy para a marca NXT, e estava programado para acontecer em 30 de setembro na Mechanics Bank Arena em Bakersfield, Califórnia, marcando o primeiro No Mercy a ser realizado em um sábado. Além da WWE Network na maioria dos mercados internacionais, foi o primeiro No Mercy a transmitir ao vivo no Peacock depois que a versão americana da WWE Networlk se fundiu sob o Peacock em março de 2021. Posteriormente, foi o primeiro No Mercy a não ir ao ar no O PPV tradicional, já que os eventos NXT deixaram de ser transmitidos no PPV a partir de 2022.
A partir de janeiro de 2023, houve especulações de que a WWE havia sido colocada à venda. Horas antes do início da Noite 2 da WrestleMania 39, a CNBC informou por meio de várias fontes que um acordo entre a WWE e a Endeavor, empresa-mãe do Ultimate Fighting Championship (UFC) via Zuffa, era iminente. O acordo envolveu a fusão da WWE com o UFC em uma nova empresa de capital aberto, com a Endeavor detendo uma participação de 51%. A venda foi confirmada no dia seguinte, 3 de abril de 2023, e finalizada em 12 de setembro, com a fusão da WWE com o UFC para se tornarem divisões da TKO Group Holdings. NXT No Mercy foi, por sua vez, o primeiro evento de transmissão ao vivo da WWE realizado em que a empresa não pertencia e não era controlada pela família McMahon e, posteriormente, o primeiro evento de transmissão ao vivo sob TKO.

### Rivalidades
O card incluirá lutas que resultam de histórias roteirizadas, onde lutadores retratam heróis, vilões ou personagens menos distinguíveis em eventos roteirizados que criam tensão e culminam em uma luta livre ou uma série de lutas. Os resultados são predeterminados pelos escritores da WWE na marca NXT, enquanto as histórias são produzidas no programa de televisão semanal da WWE, NXT, e no programa de streaming online suplementar, Level Up.
No NXT: Heatwave, durante uma celebração com Meta-Four nos bastidores após Noam Dar vencer a Copa Hentage NXT, Dar recebeu uma carta do Comitê da Copa Heritage. A carta afirmava que no próximo episódio, um torneio global de desafiantes número um começaria, e Dar defenderia a Copa Heritage contra o vencedor no No Mercy. No dia 23 de agosto, durante o WWE The Bump, foram explicadas as regras do "NXT Global Heritage Invitational". O torneio seria um torneio round-robin com dois grupos com quatro lutadores em cada grupo. As lutas teriam um limite de tempo de 12 minutos e as vitórias renderiam dois pontos ao lutador, enquanto um empate de 12 minutos renderia um ponto a ambos os lutadores. O vencedor do Grupo A enfrentaria então o vencedor do Grupo B no episódio de 26 de setembro do NXT para determinar o desafiante número um. Em 24 de agosto, os dois primeiros participantes foram revelados como Tyler Bate no Grupo A e Joe Coffey no Grupo B. Dois dias depois, mais quatro competidores foram anunciados: Butch e Charlie Dempsey para o Grupo A e Duke Hudson e Nathan Frazer para o Grupo B. No dia seguinte, os dois últimos competidores foram anunciados como Axiom no Grupo A e Akira Tozawa no Grupo B. Na final em 26 de setembro, Butch derrotou Coffey, ganhando uma luta pela Copa Heritage do NXT contra Dar no No Mercy.
No episódio de 12 de setembro do NXT, Baron Corbin elogiou Bron Breakker por (kayfabe) esmagar o crânio de Von Wagner com degraus de aço na semana anterior. Breakker disse que não atacou Wagner para obter a aprovação de Corbin e que não queria nem precisava do respeito de Corbin. Breakker então desafiou Corbin para uma luta no No Mercy, que mais tarde foi oficializada.
Durante o NXT: Heatwave, a Campeã Feminina do NXT, Tiffany Stratton, nomeou uma lista de detentoras de títulos anteriores e erroneamente reivindicou Becky Lynch do Raw como ex-campeã. No evento do elenco principal, Payback, Stratton apareceu e pediu desculpas a Lynch. Após a bem-sucedida defesa do título de Stratton contra Kiana James no episódio seguinte do NXT, Lynch apareceu e desafiou Stratton para uma luta pelo título na semana seguinte, onde Lynch derrotou Stratton para ganhar o título pela primeira vez em sua carreira, tornando-a assim um campeão do Grand Slam. Na semana seguinte, Lynch ofereceu a Stratton uma revanche a qualquer momento de sua escolha, que estava marcada para No Mercy. Depois que Lynch e Lyra Valkyria derrotaram Stratton e James em uma luta de duplas mais tarde naquela noite, Stratton atacou Lynch, que desafiou Stratton para uma luta Extreme Rules no evento, que Stratton aceitou.
No The Great American Bash, Carmelo Hayes derrotou Ilja Dragunov para reter o Campeonato do NXT. Quase um mês depois, Hayes manteve o título contra Wes Lee no NXT: Heatwave. Na semana seguinte, Dragunov afirmou que seu objetivo era vencer o Campeonato do NXT, enquanto no Instagram, Lee também expressou seu desejo de ganhar o título. No episódio de 5 de setembro, uma partida entre Lee e Dragunov foi marcada para a semana seguinte, com o vencedor enfrentando Hayes pelo título no No Mercy, que Dragunov venceu.
No episódio de 29 de agosto do NXT, Mustafa Ali e Dragon Lee discutiram sobre quem deveria lutar pelo Campeonato Norte Americano do NXT, disputado por "Dirty" Dominik Mysterio do Raw. Uma partida entre Ali e Lee, com Mysterio atuando como árbitro convidado especial, foi marcada para a semana seguinte, com o vencedor enfrentando Mysterio pelo título no No Mercy, que foi vencido por Ali após uma contagem rápida de Mysterio. Em 21 de setembro, entretanto, Ali estava entre os lutadores que foram dispensados de seus contratos com a WWE. Em 26 de setembro, Shawn Michaels anunciou no X que uma luta de trios seria realizada no episódio daquela noite do NXT entre Lee, Axiom e Tyler Bate para determinar quem desafiaria Mysterio pelo título no No Mercy. Naquela mesma noite, Trick Williams se inseriu na luta, tornando-a uma luta fatal four-way, que Williams venceu. Também foi anunciado que Lee serviria como árbitro convidado especial.

## Resultados
| Nº                                          | Resultados | Estipulações                                                                                              | Tempo |
| ------------------------------------------- | --- | --- | ----- |
| Pré- show                                   | Blair Davenport derrotou Kelani Jordan | Luta individual                                                                                           | 6:38  |
| 1                                           | Baron Corbin derrotou Bron Breakker | Luta individual                                                                                           | 9:33  |
| 2                                           | Trick Williams derrotou "Dirty" Dominik Mysterio (c) | Luta individual pelo Campeonato Norte Americano do NXT Dragon Lee serviu como árbitro convidado especial. | 9:28  |
| 3                                           | The Family (Tony D'Angelo e Channing "Stacks" Lorenzo) (c) derrotaram The Creed Brothers (Brutus Creed e Julius Creed) (com Ivy Nile), Los Lotharios (Angel Garza e Humberto Carrillo) e OTM (Bronco Nima e Lucien Price) (com Scrypts) | Luta Fatal four-way de duplas pelo Campeonato de Duplas do NXT                                            | 12:07 |
| 4                                           | Noam Dar (c) (com Jakara Jackson, Lash Legend e Oro Mensah) derrotou Butch (com Tyler Bate) por 2–1 | Luta British Rounds Rules pelo Copa Hentage do NXT                                                        | 15:54 |
| 5                                           | Ilja Dragunov derrotou Carmelo Hayes (c) | Luta individual pelo Campeonato do NXT                                                                    | 21:04 |
| 6                                           | Becky Lynch (c) derrotou Tiffany Stratton | Luta Extreme Rules pelo Campeonato Feminino do NXT                                                        | 20:19 |
| (c) – Refere-se aos campeões antes da luta. | | |       |

### NXT Global Heritage Invitational
| Grupo A         | Grupo A | Grupo B       | Grupo B |
| --------------- | ------- | ------------- | ------- |
| Butch           | 5       | Joe Coffey    | 6       |
| Tyler Bate      | 4       | Nathan Frazer | 4       |
| Axiom           | 3       | Duke Hudson   | 4       |
| Charlie Dempsey | 0       | Akira Tozawa  | 0       |

| Grupo A | Bate           | Butch         | Dempsey        | Axiom         |
| ------- | -------------- | ------------- | -------------- | ------------- |
| Bate    | —              | Butch (11:49) | Bate (7:12)    | Bate (10:08)  |
| Butch   | Butch (11:49)  | —             | Butch (4:50)   | Draw (12:00)  |
| Dempsey | Bate (7:12)    | Butch (4:50)  | —              | Axiom         |
| Axiom   | Bate (10:08)   | Draw (12:00)  | Axiom          | —             |
| Grupo B | Coffey         | Hudson        | Frazer         | Tozawa        |
| Coffey  | —              | Hudson (3:50) | Coffey (10:12) | Coffey (6:44) |
| Hudson  | Hudson (3:50)  | —             | Frazer (2:47)  | Hudson (6:54) |
| Frazer  | Coffey (10:12) | Frazer (2:47) | —              | Frazer (2:30) |
| Tozawa  | Coffey (6:44)  | Hudson (6:54) | Frazer (2:30)  | —             |

|  | Final NXT, 26 Setembro |            |       |
|  |                        |            |       |
|  | A1                     | Butch      | Pin   |
|  | B1                     | Joe Coffey | 12:42 |